# John de Beaumont, 2. Baron Beaumont

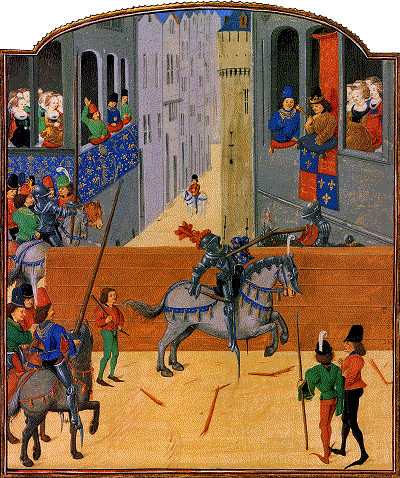
John de Beaumont wird unter den Augen König Eduards III. im Turnier tödlich verwundet. Darstellung aus der Chronique d'Angleterre des Jean de Wavrin, um 1470.

John de Beaumont, 2. Baron Beaumont (* 1318; † 14. April 1342) war ein englischer Peer im 14. Jahrhundert. Er war ein Sohn von Henry de Beaumont, 1. Baron Beaumont († 1340) und der schottischen Dame Alice Comyn.
Die Beaumont-Familie entstammte dem französischen Adel und stellte den englischen Zweig des Hauses Brienne dar. Johns Vater, der Sohn des Ludwig von Akkon, zog nach England, wurde dort königlicher Konstabler und in die dortige Nobilität naturalisiert. Im Gegensatz zu seinem Vater führte John de Beaumont nicht den schottischen Titel eines Earl of Buchan, auf den sein Vater aufgrund seiner Ehe mit Alicia (Alice) Comyn noch Anspruch erhoben hatte, die ihrerseits erbberechtigte Nichte des 1308 verstorbenen John Comyn, 7. Earl of Buchan, war.
John de Beaumont war zweifach mit Henry of Grosmont verschwägert, dessen Ehefrau seine Schwester Isabel de Beaumont war. John selbst wiederum war seit dem 6. November 1330 mit der Schwester Henrys, Eleanor of Lancaster, verheiratet. Eleonor war eine Hofdame der Königin Philippa und gemeinsam mit seiner Frau begleitete John die Königin 1338 in deren niederländische Heimat nach Gent. Nach dem Tod des Vaters und der Geburt seines Sohnes kehrte er 1340 nach England zurück, um dort als Baron Beaumont seinen Sitz im House of Lords einzunehmen. John de Beaumont starb bereits am 14. April 1342 infolge einer Verwundung, die er sich in einem Turnier zugezogen hatte.
Sein Sohn war Henry de Beaumont, 3. Baron Beaumont (* 4. April 1340 in Gent; † 17. Juni 1369).
Seine Witwe Eleanor of Lancaster heiratete 1344 in zweiter Ehe Richard FitzAlan, 10. Earl of Arundel und starb 1372.